# Arctia leucorhabda
Arctia leucorhabda är en fjärilsart som beskrevs av Smith 1958. Arctia leucorhabda ingår i släktet Arctia och familjen björnspinnare. Inga underarter finns listade i Catalogue of Life.